# Île des Loups
L'île des Loups est une île fluviale française située sur la Marne, sur le territoire des communes de Nogent-sur-Marne et Le Perreux-sur-Marne (Val-de-Marne). Elle mesure 800 mètres de long. On ne peut y accéder qu'en barque.

## Histoire

### Origine du nom
Bien que le nom de l'île soit attesté depuis le XIVe siècle, on raconte parfois qu'il viendrait des loups chassés par des soldats lors de la guerre de 1870 et qui se seraient réfugiés sur l'île.

### L'exploitation de ses ressources naturelles
Comme d’autres îles de la Marne, elle a été exploitée par l’homme dès le XIVe siècle, en particulier pour la pêche. Des documents du XVIIIe siècle attestent que des gords, piquets de bois plantés au fond de la rivière et auxquels on attache un filet, étaient installés dans le bras de rivière qui sépare l’île des Loups de l’île du Moulin. Ce bras de rivière portait le nom de « Gord Saint-Antoine ».
Sous l'Ancien Régime, les arbres que l'on plantait sur l'île servaient de bois de chauffage ou de fascine pour limiter l'érosion de la rive.

### L'époque des guinguettes
À partir du XIXe siècle, on y construit des maisons et différentes commodités dont des guinguettes et une maison close. Des vestiges persistent : un ancien court de tennis, une fontaine, une rivière artificielle.
En 1879, l'Encou, Société d'encouragement du sport nautique, s'y installe. Le club d'aviron y a toujours ses locaux aujourd'hui.

### LeXXesiècle
Dans les années 1920, les Studios de Joinville, situés non loin, attirent sur l'île des acteurs célèbres tels que Jean Gabin, Marcel Carné, Michel Simon ou Marlène Dietrich.
Après la Seconde Guerre mondiale, les habitants commencent à quitter l'île. Les nouvelles constructions sont interdites à cause des risques d'inondation. Une dizaine d'anciens bâtiments sont encore habités.

## Géographie

### Caractéristiques
Située sur le territoire des communes de Nogent-sur-Marne et Le Perreux-sur-Marne, elle sert d'appui au Pont de Nogent ainsi qu'au Viaduc de Nogent-sur-Marne, bien qu'on ne puisse y accéder qu'en bateau. 
Les deux extrémités de l'île sont habitées ; jusqu'à une trentaine d'habitants y vivent, une partie d'entre eux dépendant de la commune de Nogent-sur-Marne et l'autre du Perreux-sur-Marne. On compte une vingtaine de maisons, deux clubs d'aviron et un lieu de réception. Dans la partie Est habitée, les photos satellites montrent au moins 5 piscines privées près des maisons. 
Au centre, un bois de 3,5 hectares s'étend sur la majeure partie de l'île et abrite de nombreuses espèces protégées.

### Biodiversité

#### Faune
Située dans une zone très urbanisée et à seulement quelques centaines de mètres de l'autoroute de l'Est, cette île constitue un refuge important pour la faune : hérons cendrés, chouettes hulottes, martins-pécheurs, écureuils roux, lucane cerf-volant, entre autres, font partie des espèces protégées qui nichent sur cette île. Une variété de hérisson, extrêmement rare au niveau mondial, y a même été recensée : le hérisson blond (forme leucique du hérisson européen). On retrouve cette variété de hérisson sur l’île Anglo-Normande d'Aurigny.
Autour de l'île, on compte une vingtaine d'espèces de poissons, contre seulement huit en 1870 lorsque la Marne était très polluée.

#### Flore
Le bois abrite de nombreux châtaigniers, chênes et ormes, mais aussi des arbres plantés par l'homme comme des ifs, des noisetiers rouges et un vieux platane plusieurs fois centenaire. On y trouve également beaucoup de lierre.

#### Valorisation et protection
Dans ce cadre, l'association "Île des Loups Environnement", affiliée à France Nature Environnement, a pour but de promouvoir, protéger et restaurer les milieux et les habitats naturels de l'île des Loups et plus généralement de participer à la protection de la faune et de la flore des îles franciliennes.
L'association "Au fil de l'eau" propose des visites à destination des publics scolaires ou des particuliers sur le sentier pédagogique de l'île des Loups.

## Cinéma
Dans le film Panique, Désiré Hire (Michel Simon) est propriétaire d'une maison sur l'Île des Loups. Il y organise des fiançailles où il se retrouve seul avec sa fiancée.